# Oecusse
Oecusse (també Ocussi, Oekussi, Oekusi, Okusi, Oé-Cusse, Oecusse-Ambeno) és un dels districtes del Timor Oriental. És un exclavament costaner a la part oest de l'illa de Timor, separat de la resta del Timor Oriental pel Timor Occidental, que forma part d'Indonèsia. Al nord de l'exclavament hi ha el mar de Savu. La capital de la província és Pante Macassar, anomenat també Pante Makassar o Ocussi Town.
Fins i tot sota el domini indonesi, Oecusse era administrat com una part de la província del Timor Oriental (Timor Timur en indonesi), tal com ho havia estat quan era una colònia portuguesa. Així, doncs, va formar part del nou estat del Timor Oriental quan l'any 2002 va proclamar la independència.